# San gen shugi
Le san gen shugi ou sangenshugi (littéralement « philosophie des trois réalismes ») est une méthode de résolution de problèmes développée au sein de l'entreprise Toyota.

## Méthode
Chaque analyse de problème se fait selon les trois principes suivants :
- genba : quel est l'endroit précis où le problème se produit ou se détecte ;
- genchi genbutsu : qu'est ce qui est affecté par le problème ;
- genjitsu : quelles sont les données chiffrées permettant de quantifier le problème.

## Exemples
Démarche non sangenshugi
« J'ai appris que les opérateurs étaient ennuyés sur la machine X avec la réapparition du défaut Y. Il va falloir qu'on planche sur le sujet, j'ai réservé une salle et convoqué les techniciens qui ont développé la machine. »
Démarche sangenshugi
« Sur la machine X, depuis trois jours, le taux de défauts Y est passé subitement de 3 000 à 17 500 ppm (genjitsu). Voici une pièce conforme et une pièce défectueuse (genbutsu), allons voir la personne qui conduit la machine X et qui a détecté le défaut (gemba). »